# Audi-Sportpark
Der Audi Sportpark ist ein Fußballstadion in der bayerischen Stadt Ingolstadt. Es wurde auf dem ehemaligen Bayernoil-Gelände errichtet und liegt im Südosten der Stadt in Richtung Manching. Der Eigentümer des Stadions ist die Audi Immobilien Solutions GmbH, eine Tochtergesellschaft der Audi AG. Der Hauptnutzer ist der Fußballverein FC Ingolstadt 04. Der Sportpark bietet 15.200 Plätze (9.200 Sitz- und 6.000 Stehplätze). Zu internationalen Partien sind 12.000 Zuschauer zugelassen.

## Geschichte

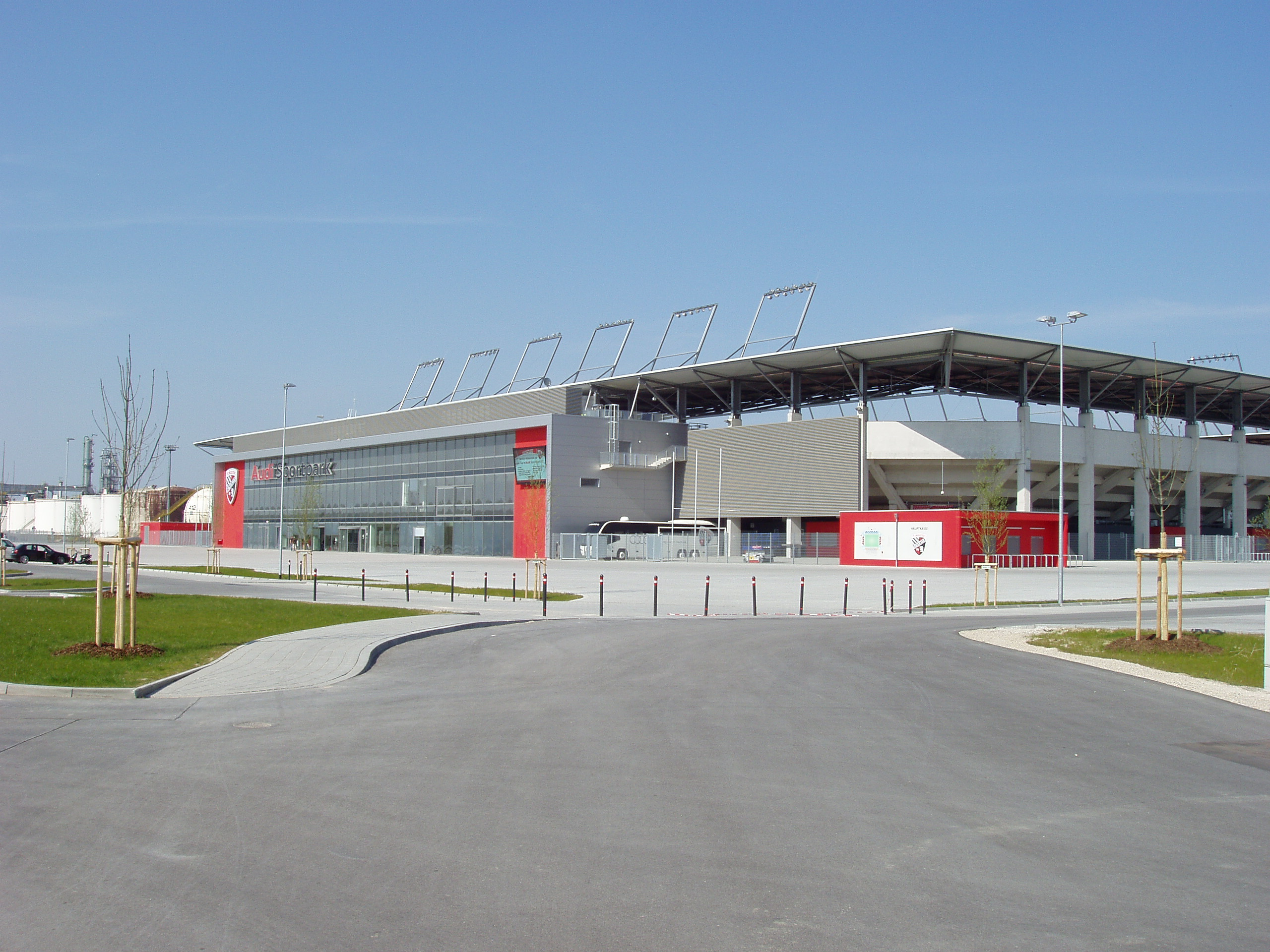
Außenansicht des Stadions aus Südwesten (April 2011)

Innenansicht mit Blick auf die Nordtribüne (August 2019)

Eine der beiden Videowände des Stadions

Als der am 5. Februar 2004 aus den Fußballabteilungen von MTV und ESV Ingolstadt gegründete FC Ingolstadt 04 in der Saison 2007/08 die Qualifikation für die neue 3. Fußball-Liga ins Visier nahm, war dem Verein bereits bekannt, dass hierfür ein Umzug vom MTV- ins ESV-Stadion unumgänglich war. Für das alte MTV-Stadion waren die Auflagen des Deutschen Fußball-Bundes für die neue Spielklasse zu hoch. Als dann am Ende der Saison sogar der Sprung in die 2. Fußball-Bundesliga gelang, erteilte die hierfür zuständige DFL selbst einem umgebauten ESV-Stadion (das nach dem Umbau in Tuja-Stadion umbenannt wurde) nur eine zweijährige Ausnahmespielgenehmigung.
Somit benötigte der Verein bis zur Saison 2010/11 ein neues Stadion, wollte er sich in der 2. Bundesliga festsetzen. Am 12. Juni 2008 wurde beschlossen, dass die notwendige neue Spielstätte tatsächlich gebaut wird. Als Gelände war ein Grundstück auf dem ehemaligen Raffineriegelände der Bayernoil geplant. Zunächst waren Baukosten in Höhe von rund 24 Millionen Euro veranschlagt, die der Verein mit Hauptsponsor Audi im Rücken selbst aufbringen sollte. Für die verkehrsinfrastrukturelle Erschließung des Stadions kam die Stadt Ingolstadt auf. Neben dem Stadion wurde auch der Bau von zwei Trainingsplätzen für den vorläufig Audi Sportpark genannten Komplex geplant.
Anfang Juli leitete die zuständige Bezirksregierung von Oberbayern ein so genanntes Raumordnungsverfahren für das Grundstück ein. Innerhalb dieses Verfahrens sollte geprüft werden, inwiefern sich der Stadionbau auf Natur, Wasserwirtschaft und Straßenbau auswirken wird. Hierzu wurden Fachbehörden und betroffenen Kommunen angehört. Anfang Oktober war das Verfahren abgeschlossen, und die Bezirksregierung gab grünes Licht für das Projekt. Insgesamt waren 43 Vereine, Verbände, Behörden und Kommunen angehört worden.
Ende November 2008 entbrannte jedoch ein Streit zwischen der Stadt, die das Stadiongrundstück kaufen wollte, und dem bisherigen Besitzer Bayernoil um die Sanierung der Altlasten des Geländes. Nach einem ersten Vertragsentwurf wollte das Unternehmen die Sanierung nur innerhalb der gesetzlichen Mindestbestimmungen vornehmen, die Stadt befürchtete allerdings noch weitere Altlasten in tieferen Erdschichten. Zudem sollte eine Klausel Bayernoil exklusives Baurecht einräumen, zudem wollte das Unternehmen der Stadt untersagen, einen alternativen Standort als Baugrundstück auszuschreiben.
Nachdem sich beide Parteien Mitte Januar 2009 wieder angenähert hatten, wurde Anfang Februar 2009 dann eine endgültige Einigung erzielt. Diese sah vor, dass Bayernoil zeitlich unbefristet für die Sanierung des vollständigen Grundstücks aufkommt. Die Stadt hielt dafür am ursprünglichen Standort für das neue Stadion fest. Der Stadtrat stimmte dem neuen Vertrag schnell zu, so dass der Verein schon einen Tag später mit der Hellmich Unternehmensgruppe den Bauherrn der neuen Arena vorstellen konnte.
Demnach sollte mit dem Bau im Mai 2009 begonnen werden, damit bis Juli 2010 ein 15.000 Zuschauer fassendes Stadion auf dem ehemaligen Raffineriegelände entstehen konnte. Die Zahl setzt sich zusammen aus 9.000 Sitz- und 6.000 Stehplätzen. Die neue Heimat des FC Ingolstadt wurde so gebaut, dass sie bei Bedarf erweiterbar ist. In einer ersten Ausbaustufe auf 22.000 Zuschauer könnte das Dach angehoben und drei bis vier weitere Zuschauerränge installiert werden. Für einen weiteren Ausbau auf 30.000 Zuschauer müsste der Verein das Dach komplett entfernen und ein größeres bauen lassen. Neben dem Stadion und den beiden Trainingsplätzen ist für die weitere Zukunft der Bau weiterer Fußballfelder für die zweite Mannschaft und die Jugend des Vereins geplant.
Der Spatenstich erfolgte dann plangemäß am 22. Mai 2009 in einer feierlichen Zeremonie, in der die Vereinsführung und Vertreter der Stadt und der lokalen Politik anwesend waren. Von diesem Tag an blieben dem Verein noch 14 Monate Zeit, bis die neue Heimat des FC 04 fertiggestellt sein sollte. Nachdem die Tiefbauarbeiten abgeschlossen waren, konnte man Ende August 2009 die ersten Betonteile auf der Baustelle in die Höhe wachsen sehen.
Die Grundsteinlegung für die Arena fand im November 2009 statt. Bis dahin waren zudem bereits die Arbeiten an Süd- und Osttribüne komplett abgeschlossen. Der harte Winter verzögerte den Zeitplan für die Baumaßnahmen nur leicht: Im Dezember betonierten die Verantwortlichen bereits die zweite Etage des Stadions und im Januar 2010 konnte dann der Rohbau vollendet werden. Die Überdachungen der Südtribüne und der Gegengeraden sind bereits abgeschlossen. Anschließend folgten die Baumaßnahmen im und am Funktionsgebäude und in den Kiosken, die rund um den Audi-Sportpark liegen.
Am 17. und 18. Juni 2010 wurde mit dem Rasen das letzte Teilstück angeliefert. Nach seiner Verlegung war das Projekt beendet, und am 24. Juli wurde das Stadion offiziell eröffnet. Im Rahmen der Eröffnungsfeier fand auch ein Blitzturnier statt, das der VfL Wolfsburg gewinnen konnte. Weitere Teilnehmer waren Gastgeber FC Ingolstadt und der FC Augsburg.
Der Audi Sportpark ist seitdem neben dem ESV-Stadion in der Bezirkssportanlage Südost und der Bezirkssportanlage Mitte (MTV-Stadion) eines von drei großen Fußballstadien in Ingolstadt. Die Kosten für den Bau betrugen ungefähr 20 Millionen Euro.
Am 21. Mai 2011 siegte die deutsche Nationalmannschaft der Frauen gegen die nordkoreanische Nationalmannschaft der Frauen mit 2:0 – dem ersten von vier Länderspielen (als Härtetest) vor der heimischen Weltmeisterschaft.
Im Frühjahr 2013 übernahm die Audi Immobilien Verwaltung GmbH die Anteile von Peter Jackwerth an der FC Ingolstadt 04 Stadionbetreiber GmbH.

## Länderspiele
| Datum         | Heimmannschaft       | Ergebnis | Gastmannschaft           | Anlass                 | Zuschauer |
| ------------- | -------------------- | -------- | ------------------------ | ---------------------- | --------- |
| 7. Sep. 2010  | Deutschland U-21     | 3:0      | Nordirland U-21          | EM 2011, Qualifikation | 05.440    |
| 21. Mai 2011  | Deutschland (Frauen) | 2:0      | Nordkorea (Frauen)       | Freundschaftsspiel     | 08.756    |
| 6. Okt. 2011  | Deutschland U-21     | 3:0      | Bosnien-Herzegowina U-21 | EM 2013, Qualifikation | 04.192    |
| 5. Juni 2012  | Türkei               | 2:0      | Ukraine                  | Freundschaftsspiel     | 11.000    |
| 10. Sep. 2014 | Deutschland U-17     | 3:3      | Niederlande U-17         | Freundschaftsspiel     | 02.500    |
| 13. Nov. 2014 | Deutschland U-21     | 3:1      | Niederlande U-21         | Freundschaftsspiel     | 03.068    |
| 7. Okt. 2016  | Deutschland U-21     | 4:3      | Russland U-21            | EM 2017, Qualifikation | 07.043    |
| 16. Sep. 2017 | Deutschland (Frauen) | 6:0      | Slowenien (Frauen)       | WM 2019, Qualifikation | 03.112    |
| 12. Okt. 2018 | Deutschland U-21     | 2:1      | Norwegen U-21            | EM 2019, Qualifikation | 04.304    |

## Zuschauerplätze
Das Stadion gibt 15.200 Zuschauern Platz, die sich auf etwa 9.200 Sitz- und 6.000 Stehplätze verteilen. Zu internationalen Partien sind 12.000 Zuschauer zugelassen. Die Zuschauerplätze sind komplett überdacht. Im Gürtel des Stadions gibt es einen Fanraum, der auch an normalen Werktagen geöffnet ist. Außerdem gibt es für die Sponsoren und Partner des FC Ingolstadt 04 etwa 1.350 Business-Sitze und 18 VIP-Logen. Unter den überdachten Tribünen gibt es einige Kioske und Sanitäranlagen. Auf der Westseite der Anlage ist eine große Piazza angelegt.

## Anschluss an den ÖPNV
Der Audi-Sportpark wird von den Buslinien 51, 52, 21, 201 und 202 der INVG bedient:
| Linie | Laufweg | Takt                                         |
| ----- | --- | -------------------------------------------- |
| 51    | ZOB – St. Monika – Auwaldsee – Audi-Sportpark                                                                                        | 30-Minuten-Takt Sonn- und Feiertage: 60-Min. |
| 52    | ZOB – Rathausplatz – Saturn-Arena – St. Monika – Audi-Sportpark (verkehrt nur an Spieltagen bis zum Sportpark)                       | 30-Minuten-Takt Sonn- und Feiertage: 60-Min. |
| 21    | (MVA) – Mailing – Rathausplatz – Manchinger Straße – Audi-Sportpark                                                                  | 30-Minuten-Takt Sonn- und Feiertage: 60-Min. |
| 201   | Hauptbahnhof – Pionierkaserne – Audi-Sportpark (verkehrt nur an Spieltagen, ab 2 Stunden vor Spielbeginn)                            | 20-Minuten-Takt Pendelverkehr                |
| 202   | ZOB – Technische Hochschule – Rathausplatz – Brückenkopf – Audi-Sportpark (verkehrt nur an Spieltagen, ab 2 Stunden vor Spielbeginn) | 10-Minuten-Takt Pendelverkehr                |